# Karlo Thopia

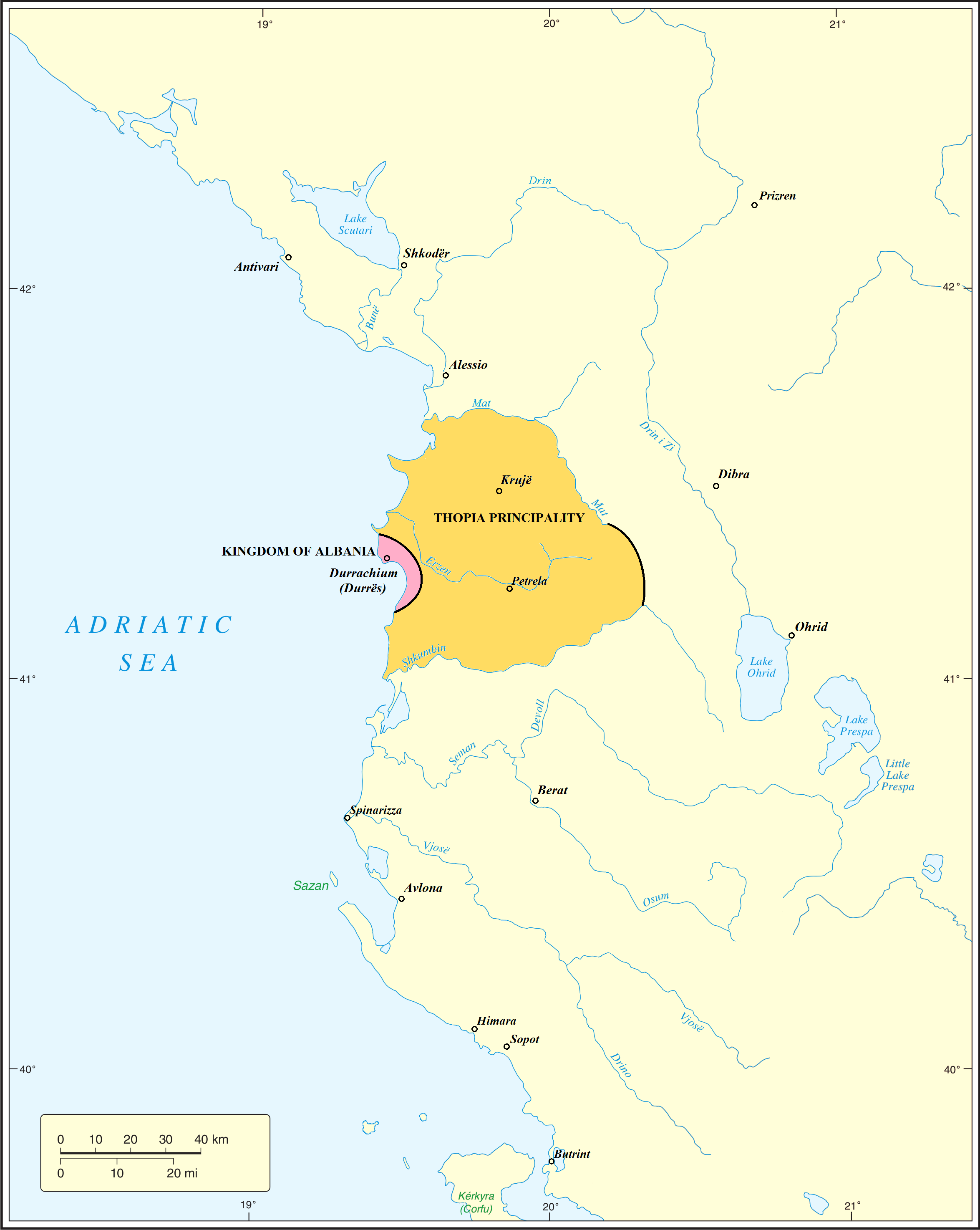
Księstwo Albanii w czasach Karla Thopii

Karlo Thopia (ur. 1331, zm. 1388) – książę Albanii w latach 1368–1383 i ponownie 1385–1387.

## Życiorys
Ród Thopia należał do najpotężniejszych w andegaweńskim Królestwie Albanii. W wyniku rozpadu carstwa Stefana Duszana Karlo Thopia opanował większość ziem dzisiejszej centralnej Albanii. Karol był synem Marii d'Aquino, córki Roberta I, dzięki czemu jego andegaweńscy krewni uznawali go za hrabiego Albanii. W 1368 roku w porozumieniu z Wenecjanami zdobył należące do Andegawenów Durazzo. Ogłosił się wtedy księciem Albanii. W 1369 utracił Durazzo w wyniku ataku Ludwika z Évreux. W 1383 roku ponownie je przejął. W 1385 roku miasto wpadło w ręce Balšy II. Karol wezwał na pomoc wojska osmańskie i dzięki nim pokonał Serbów pod Sawrą. Durazzo ponownie znalazło się pod kontrolą Albańczyków. Karlo był rzymskim katolikiem, utrzymywał dobre kontakty z papiestwem. Około 1370 roku poślubił Wojsławę Balšić. Ich dziećmi byli: 
- Jerzy Thopia, Pan Durazzo, żonaty z Teodorą Branković
- Helena Thopia, żona Wenecjanina Marco Barbadigo i następnie Konstantyna Balšica
- Wojsława Thopia

Karl miał też dwoje dzieci z innych nieznanych związków: 
- Maria, żona Filippo di Maramonte
- Niketa Thopia

W 1388 roku zmarł Karol i przekazał swe władztwo synowi Jerzemu.